# Faunis samadhi
Faunis samadhi är en fjärilsart som beskrevs av Hans Fruhstorfer 1906. Faunis samadhi ingår i släktet Faunis och familjen praktfjärilar. Inga underarter finns listade i Catalogue of Life.